# Sunchales
Sunchales – miasto w Argentynie leżące w prowincji Santa Fe, 135 km od stolicy prowincji Santa Fe i 272 km od Rosario.
Według spisu z roku 2001 Sunchales liczyło 17 676 mieszkańców.
Miasto jest siedzibą klubów piłkarskich Libertad i Unión.

## Urodzeni w Sunchales
- Paula Ormaechea - tenisistka